# Stosunki polsko-niemieckie
Stosunki polsko-niemieckie – wzajemne relacje polityczne, kulturalne i gospodarcze między Polską i Niemcami od średniowiecza do współczesności, a także dzieje Niemców i mniejszości niemieckiej w Polsce oraz Polaków i mniejszości polskiej w Niemczech.
Dialog polityczny realizowany jest na różnych poziomach poprzez spotkania prezydentów, szefów rządów i przedstawicieli parlamentów obu państw, a także poprzez konsultacje międzyrządowe.

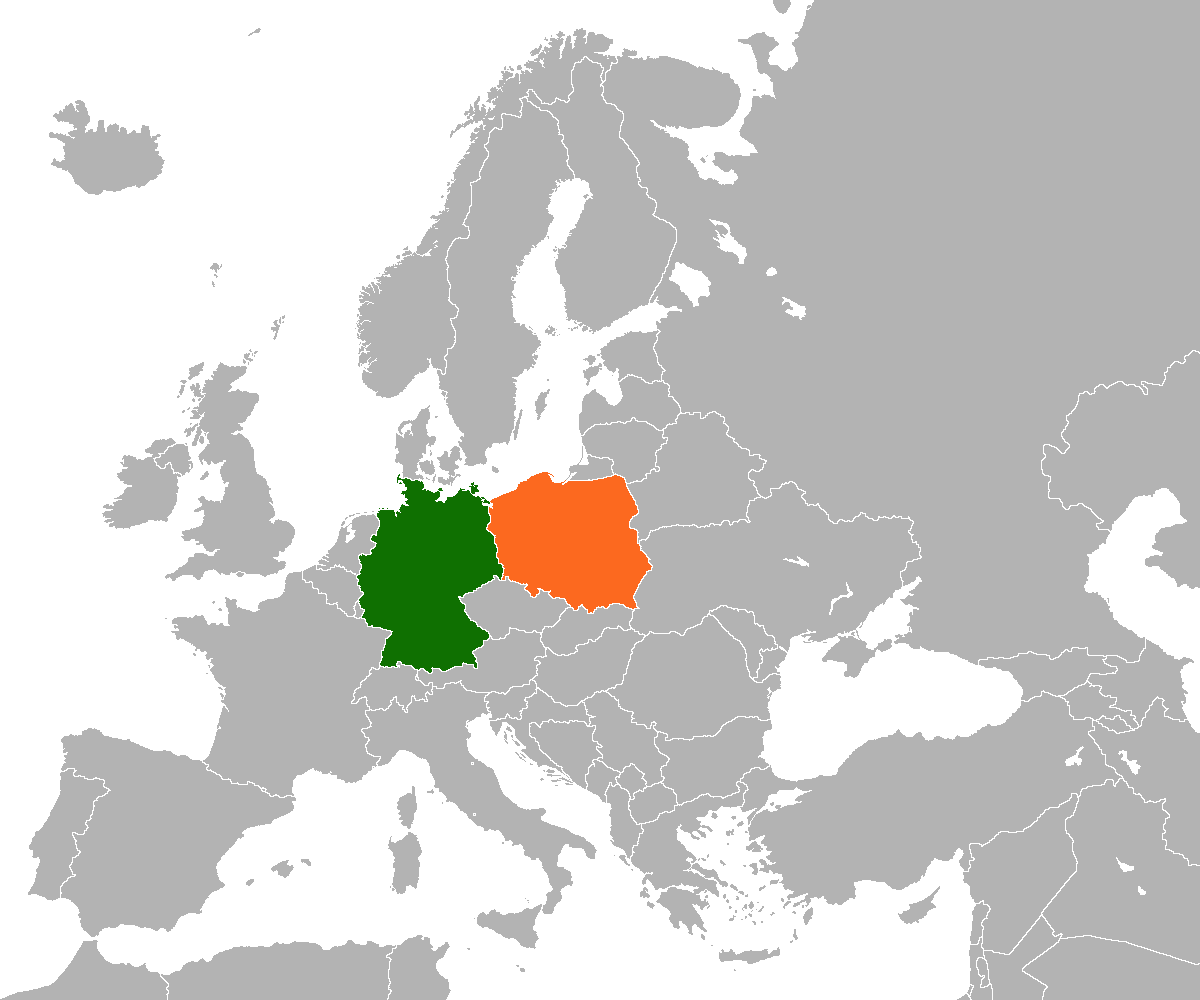
Położenie Polski i Niemiec w granicach w XXI w.

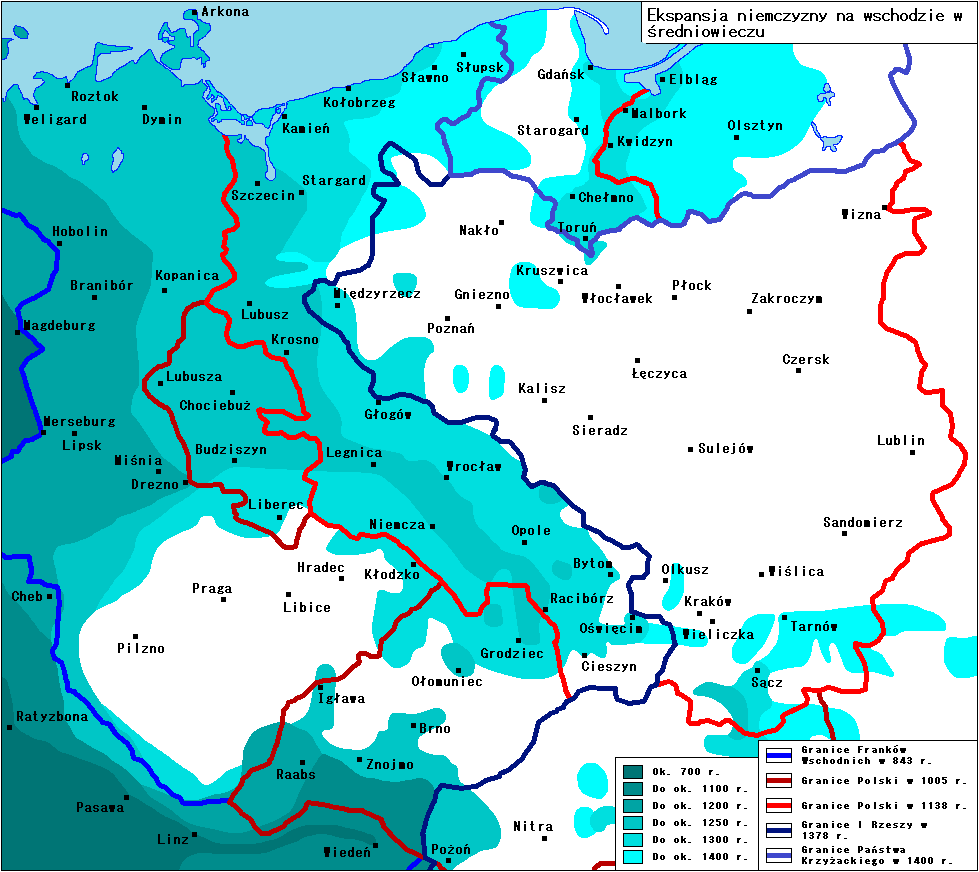
Osadnictwo i podboje niemieckie na wschodzie do 1400

## Chronologia

### Nowożytność

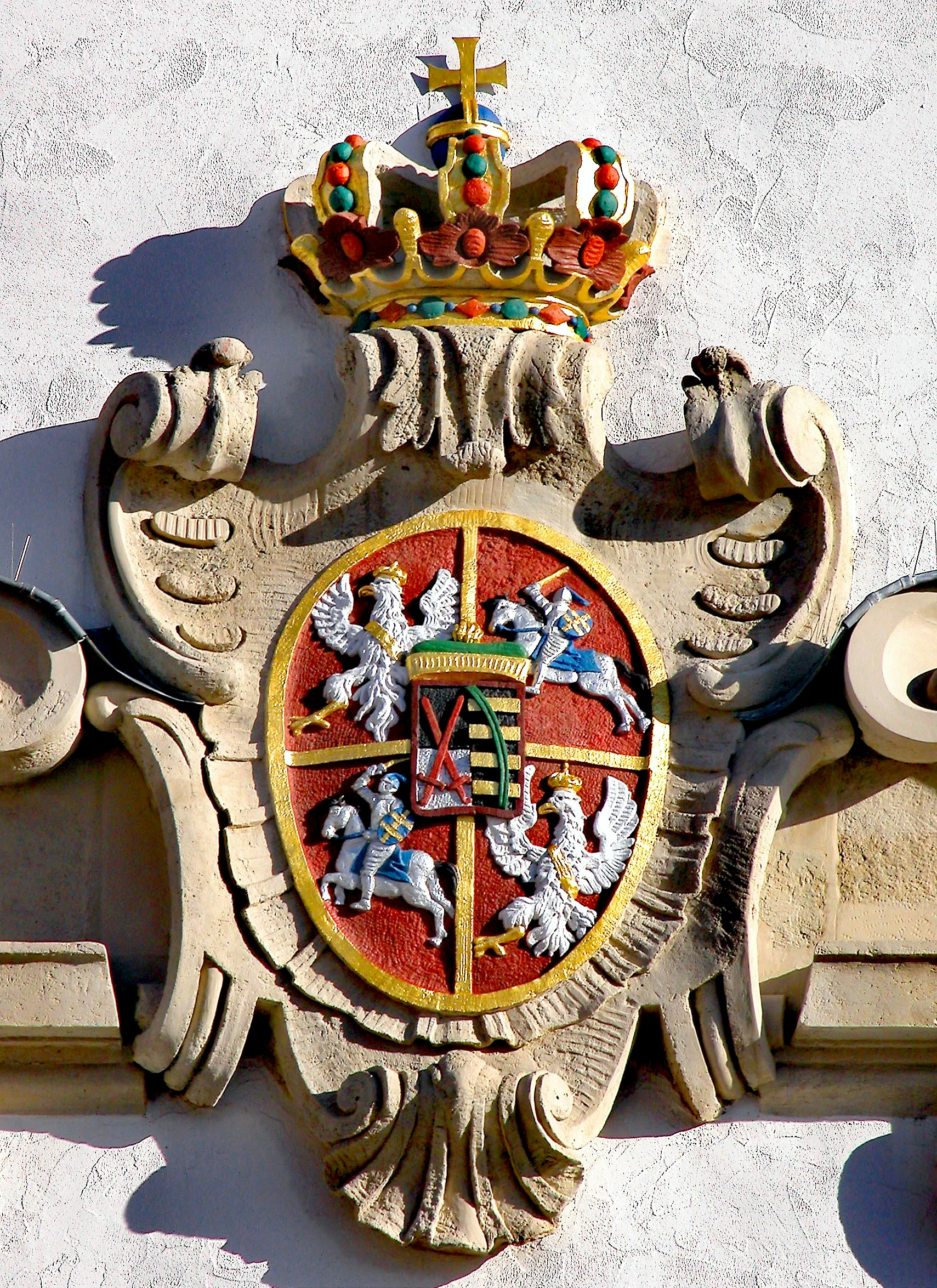
Herb Rzeczypospolitej na budynku ratusza w saskim Wilsdruff – pamiątka po czasach unii

W Polsce, począwszy od 1697 roku, panowało dwóch królów z dynastii Wettynów: August II Mocny i August III Sas. Konstytucja 3 maja powierzała tron polski tej właśnie niemieckiej dynastii.
Rzeczpospolita Obojga Narodów co do zasady dystansowała się od spraw Cesarstwa Rzymsko-Niemieckiego; nie zmieniła tej postawy nawet unia personalna z Saksonią.
Królestwo Prus wzięło udział we wszystkich trzech rozbiorach Polski.

### Okres międzywojenny
Niemcy jako pierwsze państwo uznały niepodległość Polski – 20 listopada 1918 roku. Kolejne miesiące i lata upłynęły pod znakiem sporów terytorialnych: o Wielkopolskę, Górny Śląsk, a przede wszystkim – o Pomorze Gdańskie (zwane przez Niemców „korytarzem”) i sam Gdańsk; ponadto źródło konfliktów stanowiła sytuacja mniejszości narodowych. Jedynie lata 1934–1938 stanowiły okres pozornego ocieplenia stosunków.

### II wojna światowa
II wojna światowa w Europie rozpoczęła się napaścią Niemiec hitlerowskich na Polskę 1 września 1939 roku. Od tego momentu walkę z Niemcami prowadziło regularne Wojsko Polskie, formacje konspiracyjne (przede wszystkim Armia Krajowa), Polskie Siły Zbrojne związane z aliantami zachodnimi oraz Armia Polska w ZSRR. 1 Armia Wojska Polskiego uczestniczyła w zdobyciu Berlina wiosną 1945 roku.

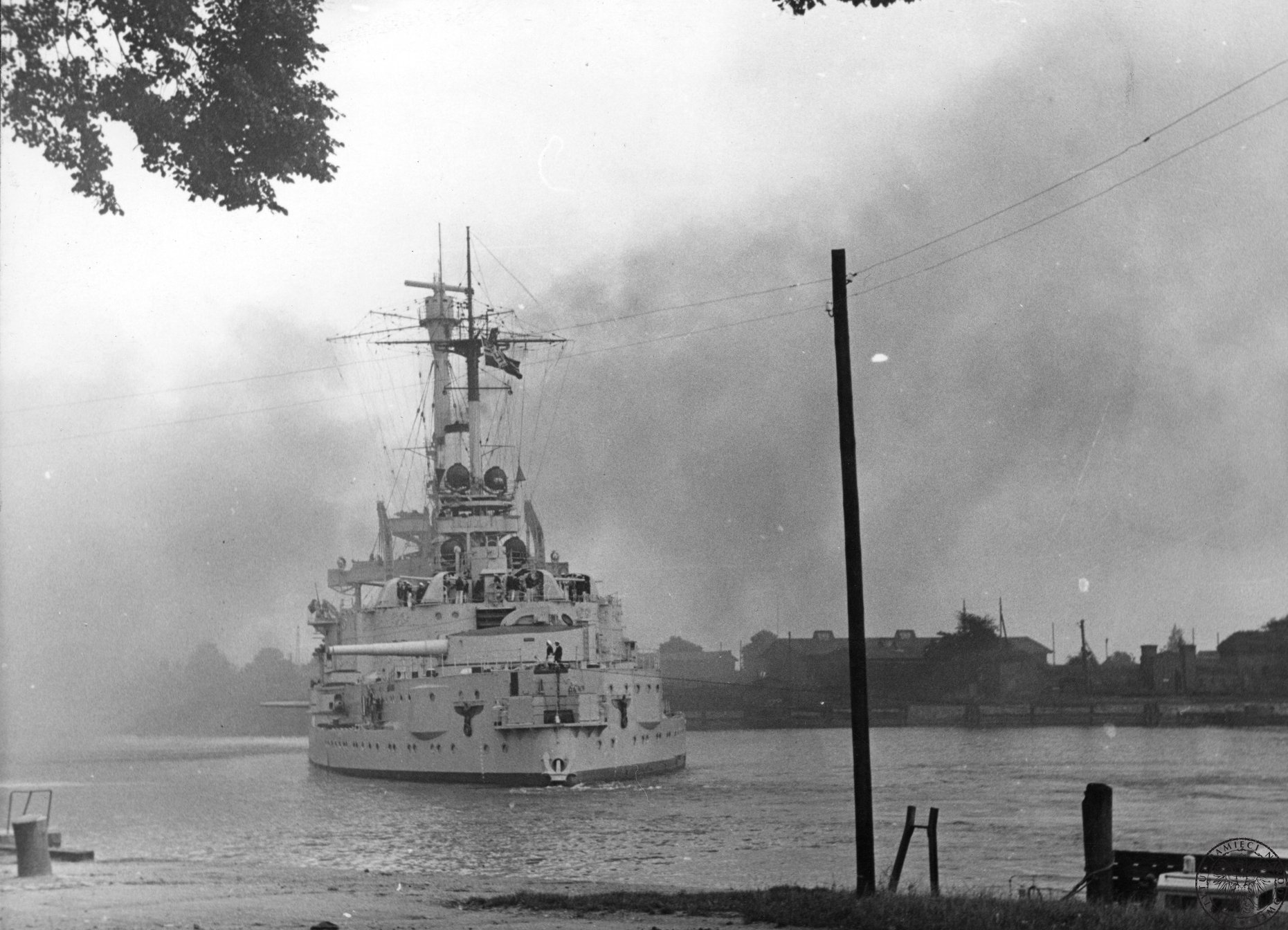
SMS Schleswig-Holstein, który 1 września nad ranem ostrzelał polską placówkę na Westerplatte.
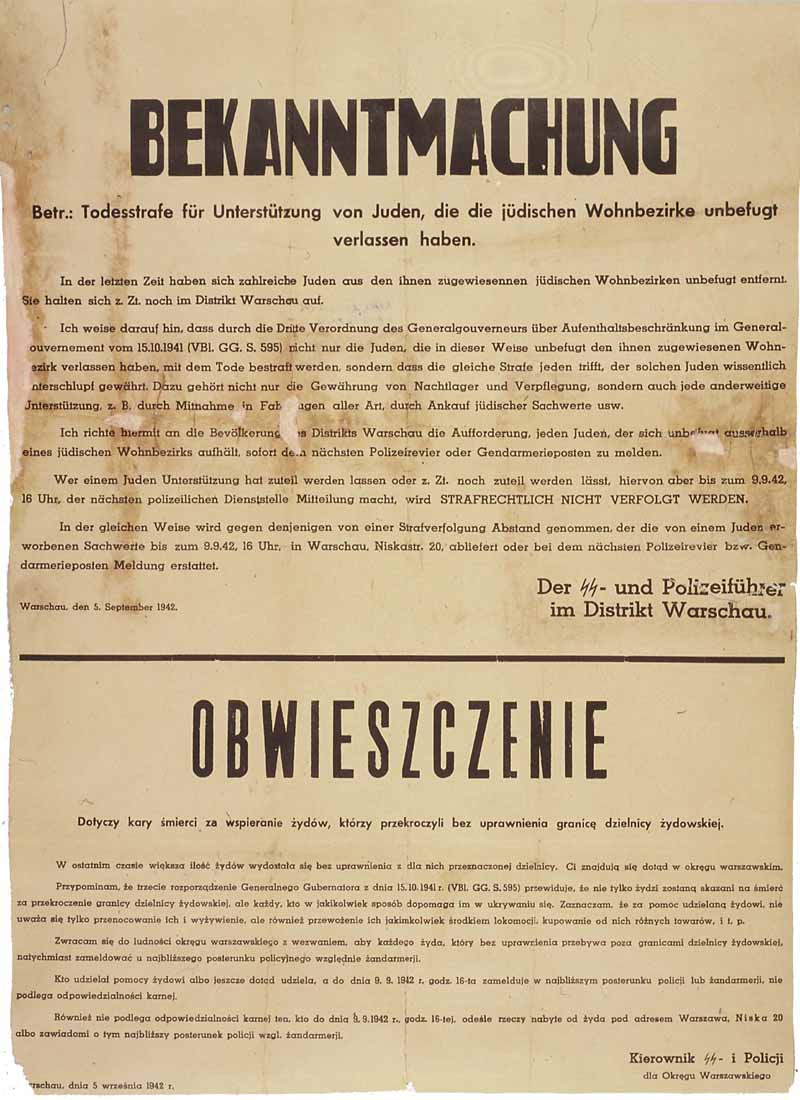
Niemieckie obwieszczenie z okresu okupacji
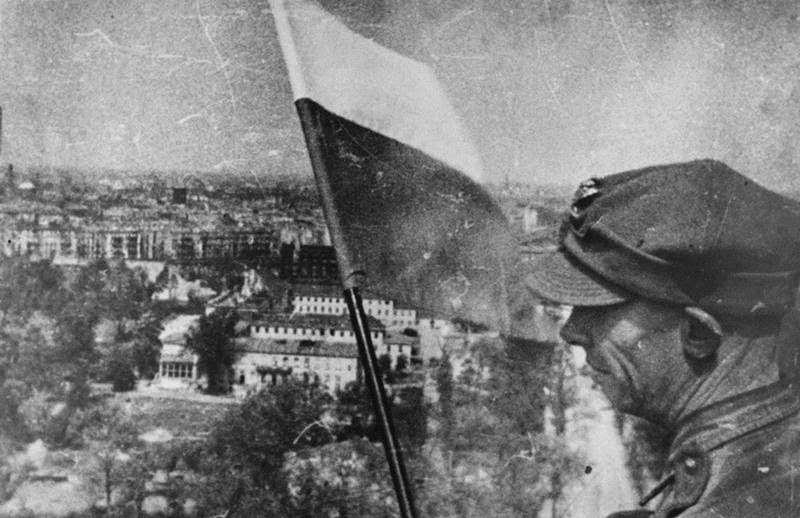
Polska flaga w zdobytym Berlinie

### Polska Ludowa
Na konferencji poczdamskiej przekazano Polsce tereny będące dotychczas częścią Niemiec. Postanowienie to nie miało być ostateczne, choć w praktyce takim się okazało. Jego teoretycznie tymczasowy charakter stanowił przez lata podstawę postulatu rewizji granicy, pojawiającego się po stronie niemieckiej.
W okresie powojennym państwo polskie nosiło nazwę Polska Rzeczpospolita Ludowa, państwa niemieckie były natomiast dwa: Republika Federalna Niemiec oraz Niemiecka Republika Demokratyczna.

### Lata 1989–1990
Dążenia Polski do integracji ze strukturami zachodnimi sformułowano po przełomie roku 1989, zaznaczając jednocześnie, że najlepszym rozwiązaniem byłoby uzyskanie wsparcia ze strony Republiki Federalnej Niemiec. W tych warunkach jako rację stanu określono budowanie przyjaznych stosunków z państwem niemieckim. Politykę otwarcia na zachód i zbliżenia z Niemcami podjął już rząd Tadeusza Mazowieckiego w 1989 roku, rozpoczynając etap przełomu we wzajemnych stosunkach.

#### Zjednoczenie a problem granicy

Premier Tadeusz Mazowiecki i kanclerz Helmut Kohl podczas spotkania w Krzyżowej (1989)

9 listopada 1989 rozpoczęła się wizyta Helmuta Kohla w Polsce. Szefowie rządów obu państw wzięli m.in. udział we mszy świętej w Krzyżowej. Wizyta zaowocowała również podpisaniem 11 umów i porozumień oraz Wspólnym oświadczeniem – najobszerniejszą od 1970 roku deklaracją dotyczącą relacji polsko-niemieckich. Niepokój w Polsce budziły jednak sprzeciwy kanclerza wobec dodania do dokumentu sformułowań dotyczących granic uchwalonych przez Bundestag 8 listopada 1989. Udało się jednak stworzyć podstawy dla regulacji kwestii mniejszości niemieckiej oraz upamiętnienia miejsc związanych z historią Niemiec. Ponadto rząd federalny zobowiązał się do finansowego wsparcia polskich przemian. Przywódcy obu państw byli jednak we wspomnianym okresie mocno ograniczeni uwarunkowaniami międzynarodowymi – kanclerz Kohl nie mógł jeszcze reprezentować całych Niemiec, zaś premier Mazowiecki stał na czele rządu państwa należącego do Układu Warszawskiego. Przebieg wizyty został również zakłócony poprzez wydarzenia z 9 na 10 listopada w Berlinie.

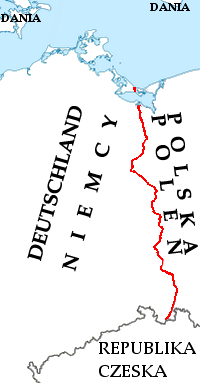
Granica polsko-niemiecka

Wsparcie strony polskiej dla zjednoczenia Niemiec wiązało się jednocześnie z obawami o nienaruszalność granicy na Odrze i Nysie Łużyckiej. Już od lata 1989 trwała tzw. rewolucja trabantów, a rząd Polski nie czynił nic, by ją utrudniać. Przyspieszenie wydarzeń po stronie niemieckiej wymogło na rządzie Mazowieckiego przedstawienie oficjalnego stanowiska w kwestii zjednoczenia – opowiedziano się za zjednoczeniem, ale pod warunkiem, że Wielkie Niemcy nie staną się zagrożeniem dla żadnego państwa w Europie. Polska stała się tym samym pierwszym krajem Układu Warszawskiego, który wyraził poparcie dla likwidacji podziału Niemiec. Stanowisko takie wynikało z trzech zasadniczych przyczyn:
- poszanowanie dla zasady samostanowienia narodów;
- uznanie zjednoczenia Niemiec jako kroku na drodze do przełamania zimnowojennego podziału kontynentu;
- dostrzeżenie możliwości uzyskania bezpośredniej granicy z Zachodem.

Zaskoczeniem, nie tylko dla strony polskiej, było tempo procesów zachodzących w Niemczech. Już 28 listopada 1989 kanclerz Kohl przedstawił plan zjednoczenia Niemiec, w którym pominięto jednak kwestię granic, co wzbudziło niepokój w Polsce i Europie. Od planu pomijającego sprawę nienaruszalności granic zdystansowały się SPD i FDP. Ogólnie kwestia zjednoczenia nie spotykała się z poparciem części aparatu PZPR-owskiego, zaś solidarnościowa część rządu popierała ten proces, ale podnosiła liczne zastrzeżenia – minister Krzysztof Skubiszewski mówił m.in. o potrzebie poprzedzenia zjednoczenia zgodą mocarstw i zgodą wszystkich państw Europy oraz koniecznością utrzymania całych Niemiec w ramach NATO – sprzeciwiano się natomiast sowieckim propozycjom neutralizacji Niemiec.
20 lutego 1990 roku premier Mazowiecki wystosował do rządów Wielkiej Brytanii, Francji, USA i ZSRR listy, w których wyraził nadzieję, że zjednoczenie Niemiec nie nastąpi kosztem bezpieczeństwa Polski. Zaproponował też zawarcie traktatu z państwami niemieckimi dotyczącymi potwierdzenia granicy, który w przyszłości podpisałyby zjednoczone Niemcy – miałoby to ostatecznie zakończyć erę niejednoznacznych deklaracji dotyczących granicy na Odrze i Nysie Łużyckiej. Politycy RFN skłaniali się raczej ku pomysłowi deklaracji w ramach KBWE, jednak strona polska wyraźnie akceptowała potrzebę potwierdzenia granicy umową międzynarodową. 28 kwietnia Polska przedstawiła też swoje stanowisko wobec przyszłego traktatu granicznego oraz konferencji 2 + 4 i polityczno-militarnych zagadnień związanych ze zjednoczeniem. W dniach 3, 18 i 29 maja doszło także do spotkań przedstawicieli Polski, NRD i RFN, na których rozpatrywano różne możliwości zamknięcia sprawy granicy.
Niepokojące dla strony polskiej były różne sygnały płynące z RFN, w tym wyrażone we wrześniu 1989 stanowisko CDU:

Tereny na wschodzie pozostają wciąż trwałą częścią składową Rzeszy Niemieckiej

23 lutego 1990 doszło do rozmowy między szefami rządów obu państw – obydwaj przytaczali wiele argumentów natury psychologicznej. Kanclerz Kohl wyraził też obawę o powrót problemu reparacji wojennych, czego Niemcy chciały uniknąć.
Wśród powodów, dla których chadecki kanclerz zwlekał z uznaniem granicy, mimo nacisków m.in. prezydenta George’a Busha, wymienia się m.in.:
- obawy o utratę poparcia politycznego wśród środowisk wysiedlonych Niemców, szczególnie przed wyborami parlamentarnymi z 1990 roku;
- posługiwanie się zasadą legalizmu – zwraca się uwagę na fakt, że Konstytucja Niemiec mówi o terytorium sprzed II wojny światowej;
- obawy przed roszczeniami polskiego rządu i społeczeństwa o odszkodowania za szkody wyrządzone przez Niemców.

Po stronie niemieckiej pojawiły się również postulaty dotyczące Niemców mieszkających w Polsce oraz odszkodowań dla przesiedlonych. Pojawiły się także głosy nawołujące do powiązania problemu granicy z zagwarantowaniem praw mniejszości niemieckiej. Nie spotykało się to ze zrozumieniem Polski, która dążyła do uregulowania sprawy swej granicy zachodniej jeszcze przed zjednoczeniem Niemiec. Polska cieszyła się pod tym względem wsparciem zarówno Stanów Zjednoczonych, jak i Wielkiej Brytanii oraz Francji.
Wypracowaniem warunków zjednoczenia miała zająć się konferencja 2 + 4. Polski rząd domagał się możliwości przedstawienia swoich postulatów podczas jej obrad, w czym poparła go większość partii oraz Konferencja Episkopatu Polski. Ostatecznie zdecydowano się dopuścić Polskę do części obrad, do czego minister Krzysztof Skubiszewski odniósł się następująco:

Do sfery naszego zainteresowania na pierwszym miejscu należy traktat o granicy na Odrze i Nysie, mający rangę i skutek regulacji pokojowej. Regulacja pokojowa (peace settlement) jest pojęciem używanym w istniejących umowach międzynarodowych, dotyczących Niemiec. Chodzi tu nam o definitywny traktat o granicy

21 czerwca 1990 roku parlamenty obu państw niemieckich wydały wspólne oświadczenie w sprawie granicy z Polską, w którym stwierdziły, że jej przebieg zostanie potwierdzony traktatem po mającym nastąpić zjednoczeniu Niemiec. Zapowiedziano też rezygnację z wysuwania roszczeń terytorialnych. 17 lipca 1990 stronę polską dopuszczono do konferencji mocarstw w Paryżu zakresie sprawy granic. Ustalono wówczas następujące zagadnienia:
- w skład terytorium zjednoczonych Niemiec wejdzie obszar RFN, NRD i Berlina;
- Polska i Niemcy potwierdzą istniejącą granicę umową międzynarodową;
- Niemcy nie będą miały roszczeń terytorialnych wobec innych państw;
- wejście w życie zobowiązań obu państw niemieckich ostatecznie potwierdzi niemieckie granice.

12 września 1990 w Moskwie przyjęto Układ o ostatecznej regulacji w odniesieniu do Niemiec. Potwierdzono w nim wszystkie postanowienia z Paryża, uzgodniono wycofanie Armii Radzieckiej z terenów NRD oraz ustalono limity zbrojeń dla Niemiec. Ustalono także, że we wschodnich landach nie będą mogły stacjonować jednostki wojskowe państw NATO (wyjąwszy Bundeswehrę). 1 października 1990 cztery mocarstwa zrzekły się odpowiedzialności za Niemcy, a 3 października tego samego roku nastąpiło zjednoczenie Niemiec.

### Po 1990 roku
W 1991 roku podpisano Polsko-niemiecki traktat o dobrym sąsiedztwie. 
W latach 90. priorytetem polityki zagranicznej Polski było wejście do NATO i Unii Europejskiej, co determinowało także politykę Polski wobec Niemiec. Niemcy poparły polskie aspiracje. Czynnikami wpływającymi na politykę Niemiec wobec Polski były:
- promowanie sfery bezpieczeństwa i stabilności na wschodzie (chęć utraty przez Niemcy statusu „państwa frontowego”)
- perspektywa szerszego otwarcia rynku dla własnych eksporterów
- potrzeba wsparcia państw wkraczających na ścieżkę demokracji
- motyw wdzięczności za wsparcie procesu zjednoczenia Niemiec przez Polskę oraz zainicjowania przemian w Europie Środkowo-Wschodniej przez ruch Solidarność

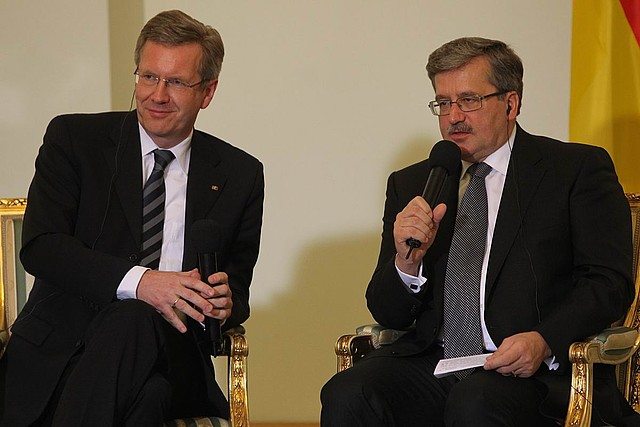
Prezydent Niemiec Christian Wulff i prezydent Polski Bronisław Komorowski, 2010

14 lipca 1997 w Bonn odbyły się pierwsze polsko-niemieckie konsultacje międzyrządowe. W 2000 roku premier Polski Jerzy Buzek i kanclerz Niemiec Gerhard Schröder wspólnie podkreślali wspólnotę interesów obu krajów oraz poczucie odpowiedzialności za Europę.
Gdy akcesja do UE stawała się co bardziej realna i gdy została zrealizowana, wzajemne relacje stały się bardziej pragmatyczne. Wówczas wyraźniej pojawiły się kwestie sporne zarówno w kwestiach bilateralnych, jak i wielostronnych. Kontrowersje w Polsce budziła działalność Eriki Steinbach i koncepcja Centrum przeciwko Wypędzeniom. Różnice dotyczyły także stosunku do polityki amerykańskiej w zakresie walki z terroryzmem i II wojny w Zatoce Perskiej, a w kolejnych latach także reformy systemu decyzyjnego w Unii Europejskiej.

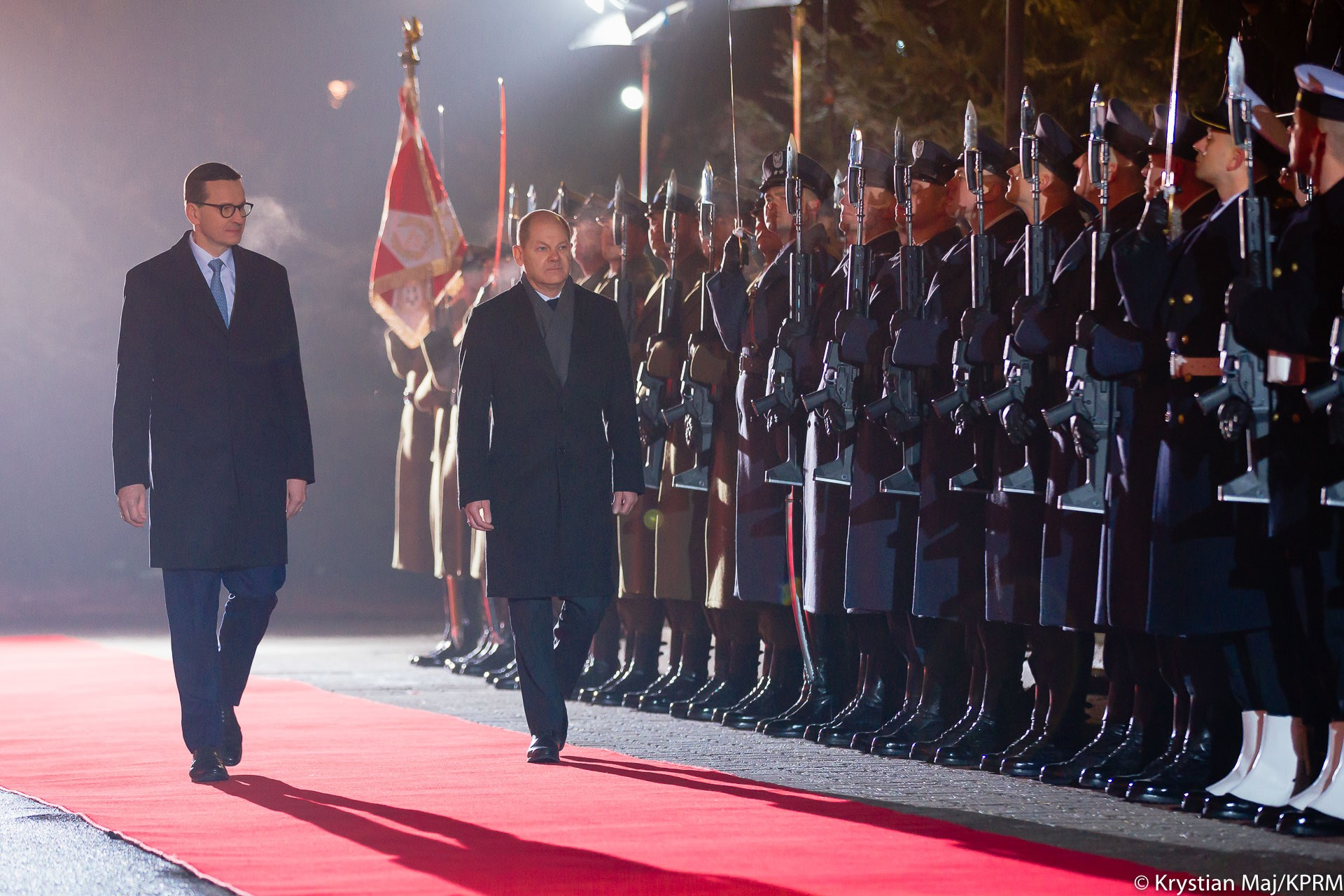
Premier Polski Mateusz Morawiecki i kanclerz Niemiec Olaf Scholz podczas ceremonii powitania w Warszawie, 2021

W drugiej i trzeciej dekadzie XXI wieku do obszarów spornych należały m.in. polityka wschodnia i stosunek do Rosji (m.in. w kontekście gazociągu Nord Stream), polityka migracyjna oraz problem praworządności, a także różne wizje integracji europejskiej.
Z okazji 30-lecia podpisania polsko-niemieckiego traktatu doszło spotkania prezydentów obu państw w Warszawie.

(...)mam takie wrażenie, że Polska i Niemcy są jak dwa sąsiadujące ze sobą gospodarstwa rolne, jak dwie farmy, których właściciele – jak wiadomo – zawsze w takich sytuacjach mają od czasu do czasu kwestie sporne, ale generalnie byliby gotowi nawzajem pożenić swoje dzieci. Mam nadzieję, że w relacjach polsko-niemieckich tak właśnie jest.

## Relacje gospodarcze
Ramy polsko-niemieckiej dwustronnej współpracy gospodarczej stworzone zostały przede wszystkim przez Traktat o dobrym sąsiedztwie i przyjaznej współpracy podpisany w dniu 17 czerwca 1991 r..
Szereg kwestii regulują też bilateralne umowy międzyrządowe. Są to m.in.:
- „Umowa między Rzecząpospolitą Polską a Republiką Federalną Niemiec w sprawie unikania podwójnego opodatkowania w zakresie podatków od dochodu i od majątku, podpisana w Berlinie dnia 14 maja 2003 r.” (Dz.U. z 2005 r. nr 12, poz. 90);
- Umowa w sprawie popierania i wzajemnej ochrony inwestycji została w dniu 18 października 2018 r. wypowiedziana przez Rzeczpospolitą Polską (Dz.U. z 2019 r. poz. 774).

W 2022 roku Polska była piątym pod względem wielkości partnerem handlowym Niemiec.
Według niemieckich danych statystycznych wartość wymiany handlowej między oboma państwami w 2023 roku wyniosła 171,4 mld euro z saldem dodatnim po stronie Niemiec (wartość niemieckiego importu do Polski – 90,6 mld euro).
Według Narodowego Banku Polskiego, w 2022 roku firmy z Niemiec niemieckie były drugimi co do wielkości inwestorami bezpośrednimi w Polsce (wartość inwestycji – 42,6 mld euro). Zakładają one przede wszystkim oddziały produkcyjne działające przede wszystkich w branżach: motoryzacyjnej, przemysłu maszynowego oraz przemysłu elektrycznego.

## Współpraca regionalna
Podstawę dwustronnej współpracy regionalnej i przygranicznej wyznacza Europejska Konwencja Ramowa o Współpracy Transgranicznej pomiędzy Wspólnotami i Władzami Terytorialnymi przyjęta w Madrycie w maju 1980 r. oraz Traktat między RP a RFN o dobrym sąsiedztwie i przyjaznej współpracy z 17 czerwca 1991 r. Na mocy tego drugiego powołano Polsko-Niemiecką Komisję Międzyrządową ds. Współpracy Regionalnej i Przygranicznej. W jej ramach działają cztery komitety: ds. współpracy przygranicznej, współpracy międzyregionalnej, edukacji i gospodarki przestrzennej, które obradują regularnie, naprzemiennie w obu krajach.
Istnieje także szereg różnych form kooperacji na poziomie samorządów lokalnych (miast, powiatów i gmin). Łącznie według Fundacji Współpracy Polsko-Niemieckiej istnieje 842 partnerstw pomiędzy polskimi i niemieckimi miastami i gminami.

## Kultura, nauka, edukacja i wymiar międzyludzki
Instytucjami służącymi wspieraniu rozwoju wymiany młodzieżowej, akademickiej i naukowej są m.in.: Polsko-Niemiecka Współpraca Młodzieży, Fundacja Współpracy Polsko-Niemieckiej, Uniwersytet Europejski Viadrina we Frankfurcie nad Odrą, Polsko-Niemiecka Fundacja na rzecz Nauki, Fundacja „Polsko-Niemieckie Pojednanie” oraz ośrodki spotkań i pamięci.
Istotne znaczenie dla stosunków polsko-niemieckich odgrywa działalność Fundacji „Krzyżowa” dla Porozumienia Europejskiego i prowadzonego przez nią Międzynarodowego Domu Spotkań Młodzieży w Krzyżowej.
W 2004 r. ustanowiono funkcję Przedstawiciela Ministra Spraw Zagranicznych ds. Współpracy Polsko-Niemieckiej i Koordynatora ds. Niemiecko-Polskiej Współpracy Społecznej i Przygranicznej.
W 2011 roku zainicjowano Dzień Polsko-Niemiecki.
Obecnie w Niemczech mieszka według różnych danych ok. 1,5–2 mln Polaków, osób polskiego pochodzenia lub wywodzących się z Polski. Według Ministerstwa Spraw Zagranicznych należy jednak zakładać, że duża część z nich, zwłaszcza przesiedleńców, nie identyfikuje się z polskością.
Według danych niemieckiego urzędu statystycznego z 2017 w Niemczech zameldowanych było 783 000 osób legitymujących się wyłącznie obywatelstwem polskim oraz 690 000 osób posiadających zarówno niemieckie, jak i polskie obywatelstwo.
Według Federalnego Urzędu Statystycznego w 2023 roku 887 715 Polaków, ale w 2024 roku liczba ta spadła do 864 980.
Zgodnie z informacjami zawartymi w Narodowym Spisie Powszechnym Ludności i Mieszkań z 2021 roku odnotowano 144,2 tys. osób deklarujących narodowość niemiecką, co oznacza spadek o 3,6 tys. w porównaniu z danymi z 2011 roku.